# Sid Presley Experience
Sid Presley Experience est un groupe de rock anglais ayant existé de 1984 à 1985.
Lors de la séparation du quatuor, Del Bartle et Kev Murphy forment le groupe The Unholy Trinity, tandis que les frères Coyne démarrent le projet The Godfathers.

## Composition du groupe
Le groupe était composé des membres suivants :
- Peter Coyne - chant
- Chris Coyne - basse
- Del Bartle - guitare
- Kev Murphy - batterie

## Discographie
- Hup Two Three Four/Public Enemy #1 (LP)
- Cold Turke/Firewater/'F' For Fake (LP)